# Chlorogaster dipterocarpi
Chlorogaster dipterocarpi är en svampart som beskrevs av Læssøe & Jalink 2004. Chlorogaster dipterocarpi ingår i släktet Chlorogaster och familjen rottryfflar.   Inga underarter finns listade i Catalogue of Life.